# انتخابات الرئاسة الغينية الاستوائية 2016
انتخابات الرئاسة الغينية الاستوائية 2016 هي الانتخابات الرئاسية التي جرت في 24 أبريل 2016، في غينيا الاستوائية، لانتخاب رئيس غينيا الاستوائية، فاز بالانتخابات تيودورو أوبيانغ.